# NightSwapping
La plateforme NightSwapping est un site de location vacances entre particuliers, fondé à Lyon en décembre 2013.

## Concept
Les membres de NightSwapping encaissent l'argent des nuitées sur un compte bancaire, sans commission. Ils peuvent ensuite percevoir le fruit de cette cagnotte, qui constitue en quelque sorte un portefeuille en ligne, ou l'utiliser pour aller passer des nuits à leur tour chez un autre membre de la communauté.

## Historique
En décembre 2013 a lieu le lancement de NightSwapping sous la forme de la première plateforme de troc de nuits entre particuliers.
En mars 2016, lors de la septième édition des Travel d'Or en 2015 et la huitième édition en 2016, la jeune pousse est nommée dans la catégorie tourisme collaboratif aux côtés de nombreuses autres entreprises.
En juillet 2017, NightSwapping rachete son concurrent espagnol MyTwinPlace.
En août 2017, la plateforme atteint les 300 000 membres.
En mai 2018 : lancement de l'application mobile NightSwapping. En juin 2018, NightSwapping obtient une nouvelle levée de fonds de 300 000 € auprès de fonds d'investissement, de family office et de business angels.